# Prêmio Cloëtta
O  Prêmio Cloëtta (em alemão:  Cloëtta-Preis) é um prêmio em medicina concedido pela Fundação Max Cloëtta, Zurique, Suíça, concedido anualmente desde 1974. Dotado com 50.000 francos, pode ser também concedido a estrangeiros.
É denominado em memória de Max Cloëtta (1868–1940), que foi professor de farmacologia da Universidade de Zurique, onde foi também reitor.

## Recipientes
- 1974: Urs Albert Meyer
- 1975: Hans Bürgi
- 1976: Rui C. de Sousa
- 1977: Franz Oesch
- 1978: Susumu Tonegawa
- 1979: Theodor Koller, Jean-Pierre Kraehenbuehl
- 1980: Edward W. Flückiger, Albert Burger
- 1981: Rolf Zinkernagel,  Peter A. Cerutti
- 1982: Jürgen Zapf, Jean-Michel Dayer
- 1983: Peter Böhlen, Claes B. Wollheim
- 1984: Heidi Diggelmann, Jean-François Borel
- 1985: Hans Thoenen, Roberto Montesano
- 1986: Ueli Schibler, Walter Schaffner
- 1987: Jacques A. Louis, Joachim Seelig
- 1988: Jean-Dominique Vassalli, Hans Hengartner
- 1989: Heini Murer, Hugh Robson MacDonald
- 1990: Martin E. Schwab, Denis Monard
- 1991: Peter J. Meier-Abt, Jacques Philippe
- 1992: Michel Aguet
- 1993: Paolo Meda, Adriano Fontana
- 1994: Hans Rudolf Brenner, Daniel Pablo Lew
- 1995: Jürg Reichen, George Thomas jr.
- 1996: Lukas C. Kühn,  Peter Sonderegger
- 1997: Gerard Waeber, Denis Duboule
- 1998: Adriano Aguzzi, Primus E. Mullis
- 1999: Clemens A. Dahinden, Antonio Lanzavecchia
- 2000: Giuseppe Pantaleo, Brian Hemmings
- 2001: Isabel Roditi,  Thierry Calandra
- 2002: Bernard Thorens, Andrea Superti-Furga
- 2003: Michael Nip Hall,  Bernhard Moser
- 2004: Amalio Telenti, Radek Skoda
- 2005: Urs Albrecht, Dominique Muller
- 2006: Adrian Merlo, Michael Hengartner
- 2007: Nouria Hernandez, François Mach
- 2008: Darius Moradpour, Sabine Werner
- 2009: Margot Thome Miazza, Walter Reith
- 2010: Christian Lüscher, Burkhard Becher
- 2011: Petra S. Hüppi
- 2012: Olaf Blanke
- 2013: Andreas Papassotiropoulos, Dominique J.-F. de Quervain
- 2014: Henrik Kaessmann, Marc Donath
- 2015: Dominique Soldati-Favre, Fritjof Helmchen
- 2016: Michel Gilliet, Andreas Lüthi
- 2017: Denis Jabaudon, Markus Gabriel Manz
- 2018: Johanna Joyce, Timm Schroeder
- 2019: Botond Roska, Oliver Distler
- 2020: Mohamed Bentires-Alj, Nadia Mercader Huber
- 2021: Anne Müller, Bart Deplancke